# Отщепенцы Перна
Отщепенцы Перна  — фантастический роман Энн Маккефри из серии «Всадники Перна», написанный в 1989 году, повествует о событиях произошедших после книг «Белый дракон» и «Барабаны Перна».

## Описание сюжета
На Перне, как и на любой другой планете, есть люди опустившиеся на самое дно. Одна из них Телла — Повелительница Бездомных и сестра лорда Ларада, которая недовольна своим положением в обществе и пытается его изменить. Собрав таких же людей как она сама, Телла пытается изменить свою судьбу, используя все возможные методы, включая поджоги, воровство и крайнюю меру — убийства.

## Персонажи
| Действующие лица | Их описание                                    |
| ---------------- | ---------------------------------------------- |
| Телла            | Сестра лорда Ларада, предводительница бандитов |
| Ридис            | Торговец, впоследствии бандит, дядя Джейги     |
| Гирон (Г'рон)    | Бывший всадник, после бандит                   |
| Дашик            | Стражник из Тиллека, затем бандит              |
| Джейги           | Молодой торговец из клана Лилкамп              |
| Арамина          | Дочь Доуэла и Барлы, слышит всех драконов      |
| Пьемур           | Подмастерье арфистов                           |
| Менолли          | Арфистка, хозяйка девяти файров                |
| Ф’лар            | Предводитель Вейра Бенден; дракон Мнемент      |
| Лесса            | Госпожа Вейра Бенден; дракон Рамота            |
| Робинтон         | Мастер арфистов Перна                          |
| Сибел            | Мастер-арфист                                  |
| Торик            | Владетель Южного Холда                         |
| Джексом          | Лорд Руата, всадник белого дракона Рута        |
| Шарра            | Сестра Торика, целительница                    |